# Pangrapta turbata
Pangrapta turbata là một loài bướm đêm trong họ Erebidae.